# 高田憂希
高田 憂希（たかだ ゆうき、1993年3月16日 - ）は、日本の女性声優。マウスプロモーション所属。福岡県北九州市出身。
代表作に『アイカツ!』（黒沢凛）、『NEW GAME!』（涼風青葉）、『小林さんちのメイドラゴン』（エルマ）、『アイドルマスター シンデレラガールズ』（依田芳乃）などがある。

## 経歴
幼少期からテレビアニメを好んで視聴しており、『シャーマンキング』『BLEACH』のテレビアニメ版がきっかけで声優業に関心を持ち、高校生になってから演劇部に所属して演劇を学ぶ傍ら、代々木アニメーション学院福岡校の体験入学におけるアフレコ体験を機に、声優を本格的に志すようになり、同校へ入学。
2013年、代々木アニメーション学院福岡校からの卒業を機に上京し、マウスプロモーション付属俳優養成所（第28期生）に入学。同養成所在籍中に、劇場版アニメ『BAYONETTA Bloody Fate』に出演して声優デビューを果たし、2015年より現事務所（マウスプロモーション）所属となる。
2015年7月5日、株式会社オブジェクト主催・企画のイベント『こえずか 〜声優図鑑に出てくれた最高なメンバーをがむしゃらに揃えましたSP〜【夜の部】』にて優勝。
2017年11月4日、北九州ポップカルチャーフェスティバルのオープンセレモニーにて、北九州市観光大使に任命される。

## 人物
影響した好みのアニメ作品としては『美少女戦士セーラームーン』で、特にセーラーヴィーナスが好きだと語っている。自身の曲がアニメの主題歌に起用されることに憧れを持っており、水樹奈々や戸松遥、堀江由衣、スフィアに憧れを感じている。また、交友のある声優には下地紫野の名前をあげている。
アニメのオーディションで初めて受かった役は、『アイカツ!』の黒沢凛。
プライベートでは、自身のコラムにて天然パーマだと語っている。趣味・特技は、明太子の食べ比べ、歌うこと、靴下集め、ひとりカラオケ、あいさつ作り。好きな食べ物は博多の女、カレーライス、苦手な食べ物はいちご（いちご味の食品は大丈夫だが、いちごそのものがダメ）である。動物のキリンが好きであるほか、レモン、ひまわりが好きである。

## 出演
太字はメインキャラクター。

### テレビアニメ
2014年
- ブレイドアンドソウル（客C）
- 少年ハリウッド（2014年 - 2015年、女子、ファン） - 2シリーズ
- Fate/stay night [Unlimited Blade Works]（生徒たち）

2015年
- アイカツ!（2015年 - 2016年、若い女性、女性、黒沢凛）
- おそ松さん（女子生徒）

2016年
- NEW GAME!（2016年 - 2017年、涼風青葉） - 2シリーズ
- ドリフェス!（2016年 - 2017年、片桐あずさ） - 2シリーズ

2017年
- 小林さんちのメイドラゴン（2017年 - 2021年、エルマ） - 2シリーズ
- 武装少女マキャヴェリズム（鬼瓦輪）
- 時間の支配者（ミーコ）

2018年
- 三ツ星カラーズ（結衣）
- アイカツフレンズ!（2018年 - 2019年、友希ももね、中学生ファン） - 2シリーズ
- アイドルマスター シンデレラガールズ劇場（2018年 - 2019年、依田芳乃） - 2シリーズ
- やがて君になる（小糸侑）
- ユリシーズ ジャンヌ・ダルクと錬金の騎士（フィリップ）
- となりの吸血鬼さん（吸血鬼妹）
- からくりサーカス（上田織江）
- とある魔術の禁書目録III（2018年 - 2019年、レッサー）

2019年 
- 鬼滅の刃 竈門炭治郎 立志編（女の子）
- 博多明太!ぴりからこちゃん（セイコ、客）
- うちの娘の為ならば、俺はもしかしたら魔王も倒せるかもしれない。（テオ）
- アイカツオンパレード!（2019年 - 2020年、黒沢凛、友希ももね）
- 星合の空（飛鳥ひかり、女子生徒）

2020年
- A3!（通行人）
- ＜Infinite Dendrogram＞-インフィニット・デンドログラム-（バビロン）
- どるふろ -狂乱篇-（デストロイヤー）
- ダーウィンズゲーム（カエデ）
- 社長、バトルの時間です!（ヒーラー）
- かぐや様は告らせたい シリーズ（2020年 - 2022年、小野寺麗） - 2シリーズ
- ド級編隊エグゼロス（銀杏木よな）
- どうしても干支にはいりたい2（エリマキトカゲ）
- ダンジョンに出会いを求めるのは間違っているだろうかIII（レイ）
- まえせつ!（凩まなつ）
- 神達に拾われた男（2020年 - 2023年、ミゼリア） - 2シリーズ

2021年
- ホリミヤ（2021年 - 2023年、西貴子） - 2シリーズ
- キングスレイド 意志を継ぐものたち（レイナ）
- アイカツプラネット!（女子）
- 2.43 清陰高校男子バレー部（女子高生）
- 無職転生 〜異世界行ったら本気だす〜（2021年 - 2024年、アイシャ・グレイラット） - 3シリーズ
- SELECTION PROJECT（当麻りこ、女子中学生A）
- 見える子ちゃん（まお）
- 世界最高の暗殺者、異世界貴族に転生する（タルト）
- テスラノート（梅田莉子）
- 吸血鬼すぐ死ぬ（2021年 - 2023年、コユキ） - 2シリーズ
- 異世界食堂2（パッケ）
- 境界戦機（不動リコ）

2022年
- ドールズフロントライン（デストロイヤー）
- くノ一ツバキの胸の内（スズシロ）
- 群青のファンファーレ（女子大生）
- 機動戦士ガンダム 水星の魔女（2022年 - 2023年、フェルシー・ロロ） - 2シリーズ
- 勇者パーティーを追放されたビーストテイマー、最強種の猫耳少女と出会う（ナタリー・フロウ）
- 忍の一時（上月汐音）
- 恋愛フロップス（夏川日葵）

2023年
- もののがたり（長月ぼたん） - 2シリーズ
- クールドジ男子（女性、うに）
- アリス・ギア・アイギス Expansion（依城えり）
- デッドマウント・デスプレイ（幌島リンネ） - 2シリーズ
- てんぷる（ミアの同級生）
- 英雄教室（シモーヌ）
- ブルバスター（白金みゆき）

2024年
- 戦国妖狐（たま） - 2シリーズ
- 怪獣8号（女の子）
- 変人のサラダボウル（永縄友奈）
- ちいかわ (ゴブリン)

2025年
- 中禅寺先生物怪講義録 先生が謎を解いてしまうから。（三宮里江）

### 劇場アニメ
- BAYONETTA Bloody Fate（2013年、ヴィグリットの人々、乗客、魔界の住人[15]）
- 映画 ハピネスチャージプリキュア! 人形の国のバレリーナ（2014年、女性）
- アイカツ! 〜ねらわれた魔法のアイカツ!カード〜（2016年、黒沢凛）
- COCOLORS（2017年、アキ[54]）
  - COCOLORS 上映前特別映像「ポプテピピック」（2017年、ポプ子）
- Tokyo 7th シスターズ -僕らは青空になる-（2021年、天堂寺ムスビ[55]）
- 小林さんちのメイドラゴン さみしがりやの竜（2025年、エルマ[56]）
- アイカツ!×プリパラ THE MOVIE -出会いのキセキ!-（2025年、黒沢凛[57]）

### OVA
- 12歳。（2015年、女子1） - 『ちゃお』2015年10月号付録
- NEW GAME!（2017年、涼風青葉） - 第1期全巻購入特典OVA
- 小林さんちのメイドラゴン（2017年、エルマ） - TV未放送エピソード第14話
- 岸辺露伴は動かない エピソード#02 六壁坂（2018年、楠宝子の娘[58]） - コミックス第2巻アニメDVD同梱版
- 小林さんちのメイドラゴンS（2022年、エルマ） - 番外編
- 女の園の星（2022年、倉田由佳[59]） - 単行本第3巻Blu-ray Disc付き特装版

### Webアニメ
2010年代
- アイドルマスター シンデレラガールズ劇場 火曜シンデレラシアター / Extra Stage（2017年 - 2021年、依田芳乃） - 2シリーズ
- A.I.C.O. Incarnation（2018年、女子生徒B）
- マウスどうぶつえん（2016年、エリマキトカゲのゆうき）
- 1000差万別！オーイズミ宣伝部（2019年、七沢十和）
- ガンダムビルドダイバーズRe:RISE（2019年 - 2020年、アシャ） - 2シリーズ

2020年代
- マウスどうぶつえん名作劇場（2020年、エリマキトカゲのゆうき）
- ハレルヤ -運命の選択-（2020年、タレントゲスト）
- ガンダムビルドダイバーズ バトローグ（2020年、アシャ）
- ミニドラ（2021年、エルマ）
- CINDERELLA GIRLS 10th Anniversary Celebration Animation ETERNITY MEMORIES（2022年、依田芳乃）
- ブルーアーカイブ「beautiful day dreamer」（2022年、才羽ミドリ）

### ゲーム
2014年
- 白猫プロジェクト（ミカン・カラタチ）
- Tokyo 7th シスターズ（2014年 - 2019年、天堂寺ムスビ）

2015年
- アイカツ! My No.1 Stage!（黒沢凛）
- ガーディアンクラッシュ（レヴァン）
- よるのないくに

2016年
- アイカツ! フォトonステージ!!（黒沢凛）
- アイドルマスター シンデレラガールズ（2016年 - 2023年、依田芳乃） - 2作品
- アカシックリコード（シンディアナ・バルド）
- メダロット ガールズミッション（火村まとい）
- jubeat Qubell（涼風青葉）
- ユバの徽（アムラ）
- 天空のクラフトフリート（フェナ）

2017年
- League of Angels II - リーグオブエンジェルズ2（ナタリア、マリサ、リリー）
- 城姫クエスト 極（淀城）
- NEW GAME! -THE CHALLENGE STAGE!-（涼風青葉）
- ファイアーエムブレム ヒーローズ（2017年 - 2025年、サーリャ、セルジュ、シャラ）
- フィッシュアイランド2（ラフィー）
- 御城プロジェクト:RE（大和郡山城、杵築城、篠山城）
- ブルー リフレクション 幻に舞う少女の剣（白井日菜子）
- 無双☆スターズ（環）
- 天華百剣 -斬-（小竜景光）
- ガンガンピクシーズ（北堀ナギリ）
- モン娘☆は〜れむ（マリアンヌ）
- おどりたが〜る！ -祭り短し踊れよ乙女-（加賀谷莉緒）
- jubeat clan（涼風青葉）
- クイズRPG 魔法使いと黒猫のウィズ（ファラシー）
- REFLEC BEAT 悠久のリフレシア（涼風青葉）
- 神式一閃 カムライトライブ（アスハ）
- 戦国アスカZERO（涼風青葉）
- 限界凸城 キャッスルパンツァーズ（アイリス・ライン・ガレスティア）
- ガールズ&パンツァー 戦車道大作戦!（涼風青葉）
- セブンズストーリー（2017年 - 2018年、ハンナ、イェルタ）
- パシャ★モン（ユン）
- きららファンタジア（涼風青葉）

2018年
- アリス・ギア・アイギス（2018年 - 2024年、依城えり）
- 装甲娘（タンゲ ミライ、ホンダ ユズ）
- ワールドクロスサーガ -時と少女と鏡の扉-（わがままアイドル VD玉藻前）
- ヴァルハラフロント〜パニッシュメントデイズ〜（小鳥遊紗夜）
- 電脳戦機バーチャロン×とある魔術の禁書目録 とある魔術の電脳戦機（レッサー）
- キングスレイド（レイナ）
- バトルオブブレイド（ルルコット）
- ファイアーエムブレム無双（サーリャ）
- 空と海が、ふれあう彼方（小笠原ちさ）
- 逆転オセロニア（アディ）
- アズールレーン（Z18）
- 温泉むすめ ゆのはなこれくしょん（草津結衣奈）
- ドールズフロントライン（SR-3MP）
- アトリエオンライン 〜ブレセイルの錬金術士〜（2018年 - 2020年、ソレル / ソレル・オーゼイユ）

2019年
- メガミラクルフォース（アイリス・ライン・ガレスティア）
- LoveR（仲座ろみ）
- トリニティセブン -夢幻図書館と第7の太陽-（波多野マリナ）
- アビス・ホライズン（長門、最上）
- とある魔術の禁書目録 幻想収束（レッサー）
- ブラウンダスト（コティーナ）
- 不思議の幻想郷 -ロータスラビリンス-（少名針妙丸 他）
- CODE VEIN（リン・ムラサメ）
- 幻獣契約クリプトラクト（2019年 - 2020年、レーニャ、スコルピオネ、ミラベル）
- 異世界で始める偉人大戦争 〜陣取りしてみませんか〜（石田三成）

2020年
- 放置少女〜百花繚乱の萌姫たち〜（2020年 - 2022年、島津義弘、木漏れ日 風魔小太郎）
- 装甲娘 ミゼレムクライシス（エジプト、ビビンバードX-V）
- ステリアデイズ・ウィキッド（フェスティ・クリスティア）
- ロストアーク（トゥラン）
- 刀使ノ巫女 刻みし一閃の燈火（鳥喰優稀）

2021年
- ラストピリオド -終わりなき螺旋の物語-（ラティス）
- ウマ娘 プリティーダービー（2021年 - 2024年、シンコウウインディ）
- ブルーアーカイブ -Blue Archive-（2021年 - 2024年、才羽ミドリ）
- Caligula2（クランケ）
- コードギアス Genesic Re;CODE（ギギ）
- 鬼滅の刃 ヒノカミ血風譚
- ラグナドール 妖しき皇帝と終焉の夜叉姫（一反木綿）
- 白夜極光（2021年 - 2022年、パロマ、エルマ）
- BLUE REFLECTION TIE/帝（白井日菜子）
- アーテリーギア -機動戦姫-（メコ）
- グランサガ（デリア）

2022年
- ミリオンモンスター（誇龍の迅槍 趙雲）
- 小林さんちのメイドラゴン 炸裂!!ちょろゴン☆ブレス（エルマ）
- ノゾムキミノミライ（臼井咲千）
- スーパーバレットブレイク（ナユタ）
- ソウルハッカーズ2（ユメ）
- アリス・ギア・アイギスCS 〜コンチェルト オブ シミュラトリックス〜（依城えり）
- メメントモリ（アリアンロッド）

2023年
- グランブルーファンタジー（2023年 - 2024年、デライラ、チチリ）
- アークナイツ（U-Official〈エウレカ〉）
- 崩壊:スターレイル（停雲 / 帰忘の流離人）
- センチメンタルデスループ（月代音夢）
- BLUE REFLECTION SUN/燦（白井日菜子）
- ONE.（広瀬真希）

2024年
- メイド・オブ・ザ・デッド（氷上愛璃咲）
- ユニコーンオーバーロード（ミリアム）
- 不思議の幻想郷 -FORESIGHT-（エタニティラルバ）
- ガンダムブレイカー4（リン）
- 聖剣伝説 VISIONS of MANA（ルナ）
- 東方幻想エクリプス（ミスティア・ローレライ）
- リバースブルー×リバースエンド（舞護）
- ガーディアンテイルズ（ナツメ）
- 機動戦士ガンダム アーセナルベース（フェルシー・ロロ）
- アッシュエコーズ（陽鈴）

2025年
- 無期迷途（ルリエカ〈2代目〉、イグニ〈2代目〉、フェイ〈2代目〉）

### 吹き替え
- ピーターパンと魔法の本（2019年、ジョン）

### ドラマCD
- アイカツ！ミュージックアワード 録り下ろしオリジナルドラマCD（2016年、黒沢凛）
- TVアニメ「NEW GAME!」ドラマCD 1 - 3（2016年、涼風青葉[120]）
- 温泉むすめ シリーズ（2017年 - 2020年、草津結衣奈）
- 月が綺麗ですね（2017年、カヨ[121]） - 第3巻ドラマCD付き特装版
- TVアニメ/データカードダス『アイカツ!』&『アイカツスターズ!』スペシャルドラマCD（2018年、黒沢凛）
- 世界最高の暗殺者、異世界貴族に転生する（2020年、タルト） - 第4巻ドラマCD付き特装版
- 継母の連れ子が元カノだった（2020年、南暁月） - 小説第5巻 ドラマCD付き特装版[122]
- ドラマCD「メイドラゴンたちの日常」（2021年、エルマ）
- 機動戦士ガンダム 水星の魔女 スペシャルドラマCD（2023年、フェルシー・ロロ[123]） - Blu-ray特装限定版封入特典

### デジタルコミック
- ぜっしゃか！-私立四ツ輪女子学院絶滅危惧車学科-（2020年、菊池かりな）[124]
- 月のお気に召すまま（2021年、真魚〈歩の友人〉） - 第6巻購入特典URLページ、別冊マーガレット2021年7月付録URLカード[125]
- ドクターゼロス〜スポーツ外科医・野並社の情熱〜（2021年、新瑞さな[126]）
- 姉の親友、私の恋人。（2021年、聖奈[127]）
- めしかたらん!?（2022年、板付夏月[128]）
- 王立魔法学園の最下生（2022年、ルウ[129]）
- 美人すぎる女装刑事 藤堂さん（2023年、藤堂秀介（女）[130]）

### オーディオブック
- コーヒーが冷めないうちにシリーズ
  - コーヒーが冷めないうちに（2016年、時田数）
  - この嘘がばれないうちに（2018年、時田数）
- 椿山課長の七日間（2017年、椿山陽介）

### オーディオドラマ
- エクスタス・オンライン（2016年、フォルネウス） - 「試聴版」、第2巻購入者特典「完全版」QRコード[131]
- 追伸 ソラゴトに微笑んだ君へ（2017年、長部ユミ[132]）
- 探偵くんと鋭い山田さん 俺を挟んで両隣の双子姉妹が勝手に推理してくる（2020年、山田雪音[133]）
- ブルバスター 激録!波止工業24時（2022年、白金みゆき）
- 少女軌道のリユニオン（2022年、マリューシカ）

### ASMR
- 魂魄妖夢のナイショのおとまり（2019年、魂魄妖夢）
- 武装少女マキャヴェリズム 堅物風紀委員長がべったべたにお世話してくれるASMR 鬼瓦輪（2020年、鬼瓦輪）
- 【百合体験】花様年華 -少女に飼われるペットな私-（2024年、柳雪音）
- 絶対恋愛少女～魂魄妖夢と恋人になる程度の日々～（2024年、魂魄妖夢）

### ラジオドラマ
- L-boom公式ラジオ『Swing!!』（2018年、樋口楓[134]）

### ラジオ
※はインターネット配信。
- アニメ探偵団3（2014年 - 2015年、RKC高知放送・wbs和歌山放送）[3]
- ラジオどっとあい きりんとレモンとひまわりと高田憂希（2016年、AG-ON※・超A&G+※）[135]
- 高田憂希・千本木彩花のしゃかりきちゃん（2016年 - 、ニコニコ動画※・HiBiKi Radio Station※）[136]
- 小林さんちのイシュカン・ラジオ（2016年 - 2017年、音泉※）[137]
- 高田憂希のradioclub.jp（2017年、かつしかFM他）[138]
- フレッシュたかまつ（2017年 - 2024年、超!A&G+※・ラジオ関西）[139]
- 武装少女マキャヴェリズム すくすく矯正するらじお!（2017年、音泉※・ニコニコ動画※）
- 「温泉むすめ」ぷれぜんつ的なうぇぶらじお!みみぽか!!〜ゆーも遊びに来ちゃいなYOH!〜（2017年 - 、アニメイトタイムズ※）[140]
- RADIO NEW GAME! 〜イーグルジャンプの進捗報告会!〜（2017年、HiBiKi Radio Station※）月替わりパーソナリティ
- RADIO NEW GAME! 〜あおっちとねねっちの進捗報告会!〜（2017年、HiBiKi Radio Station※）
- やがて君になる〜私、このラジオ好きになりそう〜（2018年 - 2019年、音泉※）[141]
- ゆうきとゆいのラジオで２人暮らし（2020年 - 、音泉プレミアムサポーター限定番組※[142]）
- コードギアス Genesic Re;CODE「ギアジェネらじお」（2020年 - 、音泉※）[143]

### テレビ番組
※はインターネット配信。
- アニソンフィットネス A-fit（2017年、TOKYO MX、サンテレビ）朝比奈さくら 役[144]
- 天才!カラーズTV（2017年、AT-X・ニコニコ動画※）[145]
- 平日深呼吸。（2019年 - 、AT-X）[146]

### Web番組
- 月2学園パワプロ部（2016年、ニコニコ生放送）
- 秦佐和子と高田憂希のWhere the foooood!?（2016年 -、ニコニコ生放送）[147]
- ひよっこでっばい部!（2020年 - 2021年、ニコニコ生放送）[148]
- 声優おた雑談（2021年 - 2024年、ニコニコチャンネル）[149]
- ゆうきんち（2021年 - 、ニコニコ生放送、YouTube）[150]

### 朗読劇
- ネコたん！〜猫町怪異奇譚〜（2024年、龍石李依[151]）

### 映像商品
- Tokyo 7th シスターズ 1st Anniversary Live Blu-ray/DVD『 t7s 1st Anniversary Live in Zepp Tokyo 15'→34'「H-A-J-I-M-A-L-I-V-E-!!」』（2015年10月）[152]
- Tokyo 7th シスターズ 2nd Live Blu-ray『t7s 2nd Anniversary Live 16'→30'→34' -INTO THE 2ND GEAR-』(2017年1月)[153]
- アニソンフィットネス A‐fit【Vol．1 残酷な天使のテーゼ】（2017年3月）[154]
- t7s 3rd Anniversary Live 17'→XX -CHAIN THE BLOSSOM- in Makuhari Messe（2017年9月）[155]
- 温泉むすめ SPRiNGS 2nd LIVE BD NOW ON☆SENSATION!! Vol.2 〜聖夜にワッチョイナ!!〜（2018年4月）[156]
- 温泉むすめ 3rd LIVE “NOW ON☆SENSATION!! Vol.3"〜ワイワイワッチョイナ!!〜（2018年12月）[157]
- Tokyo 7th Sisters Memorial Live in NIPPON BUDOKAN “Melody in the Pocket”（2019年2月）[158]
- t7s 4th Anniversary Live -FES!! AND YOUR LIGHT- in Makuhari Messe（2019年7月）[159]
- t7s 5th Anniversary Live -SEASON OF LOVE- in Makuhari Messe（2020年3月）[160]
- THE IDOLM@STER CINDERELLA GIRLS Live Broadcast 24magic 〜シンデレラたちの24時間生放送！〜（2021年4月）[161]

### その他コンテンツ
- マウスディーヴァX[3]
- SHIROBACO歌タマプロジェクト（リル・シーニュ[3]）
- ダウンロードボイス（2018年、草津結衣奈[162]）
- 北九州モノレール 「北九州市観光大使“高田憂希”号」（2018年10月8日ー11月30日） - 同社所有の9編成のうち1編成の車内を高田がジャック、アナウンスも高田の声となる[163]
- あるあるCity公式アンバサダー（2019年7月7日-2025年7月20日）
- 私はサキュバスじゃありません 1巻＆5巻 PV（2019年 - 2021年、ナレーション[164][165]）
- dアニメストア インフィニット・デンドログラム ボイス付き きせかえ（2020年、バビロン）
- FC町田ゼルビアをつくろう〜ゼルつく〜 #24#25（2020年8月7日、ナレーション）[166]
- 無属性魔法の救世主 9巻 PV（2021年、ナレーション[167][168]）
- コラム 高田憂希の『ひトリップ』（2022年[169] - 2024年[170]）

## ディスコグラフィ

### キャラクターソング
| 発売日   | 商品名 | 歌 | 楽曲 | 備考                                                                      |
| 2015年   | 2015年 | 2015年 | 2015年 | 2015年                                                                    |
| -------- | --- | --- | --- | ------------------------------------------------------------------------- |
| 4月23日  | t7s Re:Longing for summer                                                                                 | NI+CORA | 「オ・モ・イ アプローチ」                                                                                     | ゲーム『Tokyo 7th シスターズ』関連曲                                      |
| 5月20日  | H-A-J-I-M-A-L-B-U-M-!!                                                                                    | NI+CORA | 「Girls Talk!!」                                                                                              | ゲーム『Tokyo 7th シスターズ』関連曲                                      |
| 5月20日  | H-A-J-I-M-A-L-B-U-M-!!                                                                                    | 777☆SISTERS | 「H-A-J-I-M-A-R-I-U-T-A-!!」 「Cocoro Magical」 「KILL☆ER☆TUNE☆R」                                            | ゲーム『Tokyo 7th シスターズ』関連曲                                      |
| 7月29日  | 僕らは青空になる/FUNBARE☆RUNNER                                                                           | 777☆SISTERS | 「僕らは青空になる」 「FUNBARE☆RUNNER」                                                                       | ゲーム『Tokyo 7th シスターズ』関連曲                                      |
| 12月9日  | Snow in “I love you                                                                                       | 777☆SISTERS | 「Snow in “I love you”」                                                                                      | ゲーム『Tokyo 7th シスターズ』関連曲                                      |
| 2016年   | | | |                                                                           |
| 7月27日  | SAKURAスキップ                                                                                            | fourfolium | 「SAKURAスキップ」                                                                                            | テレビアニメ『NEW GAME!』オープニングテーマ                               |
| 7月27日  | SAKURAスキップ                                                                                            | fourfolium | 「Shake!」 | テレビアニメ『NEW GAME!』関連曲                                           |
| 7月27日  | Now Loading!!!!                                                                                           | fourfolium | 「Now Loading!!!!」                                                                                           | テレビアニメ『NEW GAME!』エンディングテーマ                               |
| 7月27日  | Now Loading!!!!                                                                                           | fourfolium | 「ほっしーの！」                                                                                              | テレビアニメ『NEW GAME!』関連曲                                           |
| 6月29日  | Are You Ready 7th-TYPES??                                                                                 | NI+CORA | 「You Can't Win」                                                                                             | ゲーム『Tokyo 7th シスターズ』関連曲                                      |
| 9月28日  | NEW GAME! キャラクターソングCD Lv.1                                                                       | 涼風青葉（高田憂希） | 「春色Runway」                                                                                                | テレビアニメ『NEW GAME!』関連曲                                           |
| 11月16日 | THE IDOLM@STER CINDERELLA MASTER Take me☆Take you                                                         | THE IDOLM@STER CINDERELLA GIRLS! | 「Take me☆Take you」                                                                                          | ゲーム『アイドルマスター シンデレラガールズ』関連曲                       |
| 11月16日 | THE IDOLM@STER CINDERELLA MASTER Take me☆Take you                                                         | THE IDOLM@STER CINDERELLA GIRLS for BEST5! | 「キミのそばでずっと」                                                                                        | ゲーム『アイドルマスター シンデレラガールズ』関連曲                       |
| 2017年   | | | |                                                                           |
| 2月8日   | イシュカン・コミュニケーション                                                                            | ちょろゴンず | 「イシュカン・コミュニケーション」                                                                            | テレビアニメ『小林さんちのメイドラゴン』エンディングテーマ                |
| 2月8日   | イシュカン・コミュニケーション                                                                            | ちょろゴンず | 「A DAY IN THE DRAGON'S LIFE」                                                                                | テレビアニメ『小林さんちのメイドラゴン』関連曲                            |
| 2月8日   | Now Singing♪♪♪♪                                                                                           | fourfolium | 「ググッとワーク☆彡」                                                                                         | ゲーム『NEW GAME! -THE CHALLENGE STAGE!-』オープニングテーマ              |
| 2月8日   | Now Singing♪♪♪♪                                                                                           | fourfolium | 「向上上々ハイジャンプ↑↑↑↑」                                                                                  | ゲーム『NEW GAME! -THE CHALLENGE STAGE!-』エンディングテーマ              |
| 2月8日   | Now Singing♪♪♪♪                                                                                           | 涼風青葉（高田憂希） | 「CONTINUE...?」                                                                                              | テレビアニメ『NEW GAME!』挿入歌                                           |
| 3月15日  | THE IDOLM@STER CINDERELLA MASTER 048 依田芳乃                                                             | 依田芳乃（高田憂希） | 「祈りの花」                                                                                                  | ゲーム『アイドルマスター シンデレラガールズ』関連曲                       |
| 3月15日  | 小林さんちのメイ曲集                                                                                      | エルマ（高田憂希） | 「Believe in Myself」                                                                                         | テレビアニメ『小林さんちのメイドラゴン』関連曲                            |
| 3月15日  | 小林さんちのメイ曲集                                                                                      | トール（桑原由気）、エルマ（高田憂希） | 「○●つけまSHOW?!」                                                                                            | テレビアニメ『小林さんちのメイドラゴン』関連曲                            |
| 4月19日  | t7s Longing for summer Again And Again 〜ハルカゼ〜                                                       | 777☆SISTERS | 「ハルカゼ〜You were here〜」                                                                                 | ゲーム『Tokyo 7th シスターズ』関連曲                                      |
| 5月3日   | DECIDE | 天下五剣 | 「DECIDE」 | テレビアニメ『武装少女マキャヴェリズム』エンディングテーマ                |
| 5月3日   | DECIDE | 鬼瓦輪（高田憂希） | 「DECIDE」 | テレビアニメ『武装少女マキャヴェリズム』関連曲                            |
| 7月12日  | 武装少女マキャヴェリズム ミュージック・コレクション Vol.1                                                 | 鬼瓦輪（高田憂希） | 「鬼さんコチラ」                                                                                              | テレビアニメ『武装少女マキャヴェリズム』関連曲                            |
| 7月26日  | STEP by STEP UP↑↑↑↑                                                                                       | fourfolium | 「STEP by STEP UP↑↑↑↑」                                                                                       | テレビアニメ『NEW GAME!!』オープニングテーマ                              |
| 7月26日  | STEP by STEP UP↑↑↑↑                                                                                       | fourfolium | 「ススメRunner!!」                                                                                            | テレビアニメ『NEW GAME!!』関連曲                                          |
| 7月26日  | JUMPin' JUMP UP!!!!                                                                                       | fourfolium | 「JUMPin' JUMP UP!!!!」 「ユメイロコンパス」                                                                  | テレビアニメ『NEW GAME!!』エンディングテーマ                              |
| 7月26日  | ユノハナプロローグ                                                                                        | SPRiNGS | 「未来イマジネーション！」 「70億分の9の奇跡」 「青春サイダー」 「Ambition」 「粉雪フレンズ」                 | 『温泉むすめ』関連曲                                                      |
| 7月26日  | 追憶カレイドスコープ                                                                                      | SPRiNGS | 「純情-SAKURA-」 「さよなら花火」                                                                             | 『温泉むすめ』関連曲                                                      |
| 7月26日  | 追憶カレイドスコープ                                                                                      | SPicA | 「おはようジャポニカ」                                                                                        | 『温泉むすめ』関連曲                                                      |
| 8月23日  | VOCAL STAGE 1                                                                                             | 涼風青葉（高田憂希） | 「Rainbow Days!!」 「Green Leaves」                                                                           | テレビアニメ『NEW GAME!!』関連曲                                          |
| 8月30日  | スタートライン/STAY☆GOLD                                                                                  | 777☆SISTERS | 「スタートライン」 「STAY☆GOLD」                                                                              | ゲーム『Tokyo 7th シスターズ』関連曲                                      |
| 9月27日  | NEW GAME!! キャラクターソングCD Rank.1                                                                    | 涼風青葉（高田憂希） | 「イッチョクセン」 「STEP by STEP UP↑↑↑↑」 「JUMPin' JUMP UP!!!!」 「ユメイロコンパス」                       | テレビアニメ『NEW GAME!!』関連曲                                          |
| 11月15日 | Hop Step Jump!                                                                                            | SPRiNGS | 「Hop Step Jump!」 「おんくり」                                                                               | 『温泉むすめ』関連曲                                                      |
| 11月24日 | 悠久のユーフォリア ハイレゾ・コンテンツBOOK Vol.1                                                         | spectre | 「スペクトル」                                                                                                | 『悠久のユーフォリア』関連曲                                              |
| 11月24日 | 悠久のユーフォリア ハイレゾ・コンテンツBOOK Vol.1                                                         | 時の継承者・天筆のラグランジュ（高田憂希） | 「out of omniscience」 「スペクトル」                                                                         | 『悠久のユーフォリア』関連曲                                              |
| 2018年   | | | | 『悠久のユーフォリア』関連曲                                              |
| 1月10日  | THE IDOLM@STER CINDERELLA GIRLS LITTLE STARS! Snow*Love                                                   | 市原仁奈（久野美咲）、及川雫（のぐちゆり）、大槻唯（山下七海）、高森藍子（金子有希）、依田芳乃（高田憂希） | 「Snow*Love」                                                                                                 | テレビアニメ『アイドルマスター シンデレラガールズ劇場』エンディングテーマ |
| 1月10日  | THE IDOLM@STER CINDERELLA GIRLS LITTLE STARS! Snow*Love                                                   | 依田芳乃（高田憂希） | 「Snow*Love」                                                                                                 | テレビアニメ『アイドルマスター シンデレラガールズ劇場』関連曲             |
| 1月24日  | カラーズぱわーにおまかせろ！                                                                              | カラーズ☆スラッシュ | 「カラーズぱわーにおまかせろ！」                                                                              | テレビアニメ『三ツ星カラーズ』オープニングテーマ                          |
| 1月24日  | カラーズぱわーにおまかせろ！                                                                              | カラーズ☆スラッシュ | 「上野☆ダイヤモンド」                                                                                         | テレビアニメ『三ツ星カラーズ』関連曲                                      |
| 1月24日  | ミラクルカラーズ☆本日も異常ナシ！                                                                         | カラーズ☆スラッシュ | 「ミラクルカラーズ☆本日も異常ナシ！」                                                                         | テレビアニメ『三ツ星カラーズ』エンディングテーマ                          |
| 1月24日  | ミラクルカラーズ☆本日も異常ナシ！                                                                         | カラーズ☆スラッシュ | 「カラフルデイズ」                                                                                            | テレビアニメ『三ツ星カラーズ』関連曲                                      |
| 1月24日  | カラーズぱわーにおまかせろ！ 初回盤                                                                       | 結衣（高田憂希） | 「上野☆ダイヤモンド」                                                                                         | テレビアニメ『三ツ星カラーズ』関連曲                                      |
| 1月24日  | ミラクルカラーズ☆本日も異常ナシ！ 初回盤                                                                  | 結衣（高田憂希） | 「カラフルデイズ」                                                                                            | テレビアニメ『三ツ星カラーズ』関連曲                                      |
| 1月24日  | SINGin' SING UP♪♪♪♪                                                                                       | 涼風青葉（高田憂希）、滝本ひふみ（山口愛） | 「Dreaming Stars」                                                                                            | テレビアニメ『NEW GAME!!』関連曲                                          |
| 2月21日  | 三ツ星カラーズ キャラクターソングシリーズ01 結衣                                                          | 結衣（高田憂希） | 「わたしのCOLOR(S)」「Happy★Pandemic」 「カラーズぱわーにおまかせろ！」 「ミラクルカラーズ☆本日も異常ナシ！」 | テレビアニメ『三ツ星カラーズ』関連曲                                      |
| 2月23日  | NEW GAME!! キャラクターソングCD Rank.6                                                                    | 涼風青葉（高田憂希）、八神コウ（日笠陽子） | 「サヨナラ飛行機雲」                                                                                          | テレビアニメ『NEW GAME!!』関連曲                                          |
| 3月14日  | THE IDOLM@STER CINDERELLA GIRLS STARLIGHT MASTER 15 桜の頃                                                | 依田芳乃（高田憂希）、小早川紗枝（立花理香）、道明寺歌鈴（新田ひより）、浜口あやめ（田澤茉純）、脇山珠美（嘉山未紗） | 「桜の頃（M@STER VERSION）」                                                                                  | ゲーム『アイドルマスター シンデレラガールズ スターライトステージ』関連曲  |
| 4月11日  | THE IDOLM@STER CINDERELLA GIRLS MASTER SEASONS SPRING!                                                    | アナスタシア（上坂すみれ）、五十嵐響子（種﨑敦美）、依田芳乃（高田憂希） | 「桜の風」 | ゲーム『アイドルマスター シンデレラガールズ』関連曲                       |
| 6月30日  | - | 依田芳乃（高田憂希） | 「お願い！シンデレラ 」                                                                                       | ゲーム『アイドルマスター シンデレラガールズ スターライトステージ』関連曲  |
| 7月4日   | THE STRAIGHT LIGHT                                                                                        | NI+CORA | 「CHECK'MATE」                                                                                                | ゲーム『Tokyo 7th シスターズ』関連曲                                      |
| 10月10日 | MELODY IN THE POCKET                                                                                      | 777☆SISTERS | 「MELODY IN THE POCKET」                                                                                      | ゲーム『Tokyo 7th シスターズ』関連曲                                      |
| 11月9日  | THE IDOLM@STER CINDERELLA GIRLS 6thLIVE MERRY-GO-ROUNDOME!!! MASTER SEASONS SPRING! SOLO REMIX            | 依田芳乃（高田憂希） | 「桜の風」 | ゲーム『アイドルマスター シンデレラガールズ』関連曲                       |
| 11月28日 | hectopascal                                                                                               | 小糸侑（高田憂希）、七海燈子（寿美菜子） | 「hectopascal」                                                                                               | テレビアニメ『やがて君になる』エンディングテーマ                          |
| 11月28日 | hectopascal                                                                                               | 小糸侑（高田憂希）、七海燈子（寿美菜子） | 「好き、以外の言葉で」                                                                                        | テレビアニメ『やがて君になる』挿入歌                                      |
| 2019年   | | | |                                                                           |
| 6月19日  | NATSUKAGE -夏陰-                                                                                          | 777☆SISTERS | 「NATSUKAGE -夏陰-」 「夏のビードロ☆シンフォニー」                                                            | ゲーム『Tokyo 7th シスターズ』関連曲                                      |
| 6月19日  | THE IDOLM@STER CINDERELLA GIRLS LITTLE STARS! TAKAMARI☆CLIMAXXX!!!!!                                      | 依田芳乃（高田憂希） | 「実用音楽その3 祝賀の日本伝統音楽 高砂」                                                                     | テレビアニメ『アイドルマスター シンデレラガールズ劇場』関連曲             |
| 9月2日   | THE IDOLM@STER CINDERELLA GIRLS 7thLIVE TOUR Special 3chord♪ Comical Pops! 会場オリジナルCD               | 依田芳乃（高田憂希） | 「桜の頃（M@STER VERSION）」                                                                                  | ゲーム『アイドルマスター シンデレラガールズ スターライトステージ』関連曲  |
| 10月16日 | 温泉むすめコンプリートアルバム Vol.1                                                                      | SPRiNGS | 「湯夢色バトン」                                                                                              | 『温泉むすめ』関連曲                                                      |
| 10月16日 | 温泉むすめコンプリートアルバム Vol.3                                                                      | 草津結衣奈（高田憂希） / コーラス：尖石内湾（安齋由香里） | 「未来の彼方」                                                                                                | 『温泉むすめ』関連曲                                                      |
| 12月11日 | THE IDOLM@STER CINDERELLA GIRLS STARLIGHT MASTER 34 Sunshine See May                                      | 依田芳乃（高田憂希）、藤原肇（鈴木みのり） | 「Sunshine See May（M@STER VERSION）」                                                                        | ゲーム『アイドルマスター シンデレラガールズ スターライトステージ』関連曲  |
| 12月13日 | キズナ結び、エン結び                                                                                      | 草津結衣奈（高田憂希） | 「キズナ結び、エン結び」                                                                                      | 『温泉むすめ』関連曲                                                      |
| 12月25日 | 三ツ星カラーズ Blu-ray BOX Amazon特典CD                                                                   | カラーズ☆スラッシュ | 「三ツ星☆☆☆エブリデイ」                                                                                       | テレビアニメ『三ツ星カラーズ』関連曲                                      |
| 2020年   | | | |                                                                           |
| 7月15日  | THE IDOLM@STER CINDERELLA GIRLS STARLIGHT MASTER 40 バベル                                                | 依田芳乃（高田憂希）、藤原肇（鈴木みのり） | 「風になりたい」                                                                                              | ゲーム『アイドルマスター シンデレラガールズ スターライトステージ』関連曲  |
| 10月7日  | THE IDOLM@STER CINDERELLA GIRLS STARLIGHT MASTER GOLD RUSH! 02 太陽の絵の具箱                             | 緒方智絵里（大空直美）、依田芳乃（高田憂希）、遊佐こずえ（花谷麻妃）、佐城雪美（中澤ミナ） | 「太陽の絵の具箱（M@STER VERSION）」                                                                          | ゲーム『アイドルマスター シンデレラガールズ スターライトステージ』関連曲  |
| 10月7日  | THE IDOLM@STER CINDERELLA GIRLS STARLIGHT MASTER GOLD RUSH! 02 太陽の絵の具箱                             | 依田芳乃（高田憂希） | 「太陽の絵の具箱（M@STER VERSION）」                                                                          | ゲーム『アイドルマスター シンデレラガールズ スターライトステージ』関連曲  |
| 11月25日 | Across the Rainbow                                                                                        | 777☆SISTERS | 「Across the Rainbow」 「リボン」                                                                             | ゲーム『Tokyo 7th シスターズ』関連曲                                      |
| 11月25日 | Across the Rainbow                                                                                        | 777☆SISTERS | 「Departures -あしたの歌-」                                                                                   | アニメ『Tokyo 7th シスターズ -僕らは青空になる-』主題歌                   |
| 2021年   | | | |                                                                           |
| 2月17日  | THE IDOLM@STER CINDERELLA GIRLS Broadcast & Live Happy New Yell!!! オリジナルCD                           | 依田芳乃（高田憂希） | 「Sunshine See May（M@STER VERSION）」                                                                        | ゲーム『アイドルマスター シンデレラガールズ スターライトステージ』関連曲  |
| 7月14日  | めいど・うぃず・どらごんず︎♥                                                                               | スーパーちょろゴンず | 「めいど・うぃず・どらごんず︎♥」                                                                               | テレビアニメ『小林さんちのメイドラゴンS』エンディングテーマ               |
| 7月14日  | めいど・うぃず・どらごんず︎♥                                                                               | スーパーちょろゴンず | 「愛のシュプリーム！」                                                                                        | テレビアニメ『小林さんちのメイドラゴンS』関連曲                           |
| 9月22日  | メイドラゴンたちの日常                                                                                    | スーパーちょろゴンず | 「THE DRAGON KING」                                                                                           | テレビアニメ『小林さんちのメイドラゴンS』関連曲                           |
| 9月22日  | L・O・V・E                                                                                                | スーパーちょろゴンず | 「青空のラプソディ」                                                                                          | テレビアニメ『小林さんちのメイドラゴンS』関連曲                           |
| 9月22日  | L・O・V・E                                                                                                | カンナ（長縄まりあ）、エルマ（高田憂希） | 「ピースフルデイズ」                                                                                          | テレビアニメ『小林さんちのメイドラゴンS』関連曲                           |
| 9月22日  | L・O・V・E                                                                                                | トール（桑原由気）、エルマ（高田憂希）、ルコア（髙橋ミナミ） | 「I love your love,my love」                                                                                  | テレビアニメ『小林さんちのメイドラゴンS』関連曲                           |
| 9月22日  | L・O・V・E                                                                                                | エルマ（高田憂希） | 「めいど・うぃず・どらごんず︎♥」                                                                               | テレビアニメ『小林さんちのメイドラゴンS』関連曲                           |
| 11月17日 | THE IDOLM@STER CINDERELLA GIRLS STARLIGHT MASTER GOLD RUSH! 12 パ・リ・ラ                                 | 依田芳乃（高田憂希） | 「日々あどべんちゃーなのでしてー」                                                                            | ゲーム『アイドルマスター シンデレラガールズ スターライトステージ』関連曲  |
| 11月24日 | THE IDOLM@STER CINDERELLA MASTER EVERLASTING                                                              | 本田未央（原紗友里）、辻野あかり（梅澤めぐ）、双葉杏（五十嵐裕美）、木村夏樹（安野希世乃）、アナスタシア（上坂すみれ）、ナターリア（生田輝）、 橘ありす（佐藤亜美菜）、輿水幸子（竹達彩奈）、依田芳乃（高田憂希）、川島瑞樹（東山奈央） | 「EVERLASTING（M@STER VERSION）」                                                                             | ゲーム『アイドルマスター シンデレラガールズ』関連曲                       |
| 11月24日 | THE IDOLM@STER CINDERELLA MASTER EVERLASTING                                                              | 依田芳乃（高田憂希） | 「EVERLASTING（M@STER VERSION）」                                                                             | ゲーム『アイドルマスター シンデレラガールズ』関連曲                       |
| 12月22日 | THE IDOLM@STER CINDERELLA GIRLS 10th ANNIVERSARY M@GICAL WONDERLAND TOUR!!! Celebration Land オリジナルCD | 依田芳乃（高田憂希） | 「Take me☆Take you」 「キミのそばでずっと」                                                                   | ゲーム『アイドルマスター シンデレラガールズ』関連曲                       |
| 12月22日 | 世界最高の暗殺者、異世界貴族に転生する BD・DVD第1巻特典CD                                                 | タルト（高田憂希） | 「For you」                                                                                                   | テレビアニメ『世界最高の暗殺者、異世界貴族に転生する』挿入歌              |
| 2022年   | | | |                                                                           |
| 2月9日   | ウマ娘 プリティーダービー WINNING LIVE 03                                                                 | アグネスデジタル（鈴木みのり）、シンコウウインディ（高田憂希）、スマートファルコン（大和田仁美）、ハルウララ（首藤志奈） | 「UNLIMITED IMPACT」                                                                                          | ゲーム『ウマ娘 プリティーダービー』関連曲                                 |
| 2月9日   | ウマ娘 プリティーダービー WINNING LIVE 03                                                                 | サイレンススズカ（高野麻里佳）、タイキシャトル（大坪由佳）、アグネスデジタル（鈴木みのり）、ミホノブルボン（長谷川育美）、ライスシャワー（石見舞菜香）、アグネスタキオン（上坂すみれ）、シンコウウインディ（高田憂希）、スマートファルコン（大和田仁美）、ハルウララ（首藤志奈）、マチカネフクキタル（新田ひより）、メジロドーベル（久保田ひかり）、キングヘイロー（佐伯伊織） | 「うまぴょい伝説」                                                                                            | ゲーム『ウマ娘 プリティーダービー』関連曲                                 |
| 7月6日   | くノ一ツバキの胸の内 あかね組音楽集                                                                       | ヒギリ（貫井柚佳）、スズシロ（高田憂希）、ハス（佳原萌枝） | 「あかね組活動日誌 〜辰班〜」                                                                                 | テレビアニメ『くノ一ツバキの胸の内』エンディングテーマ                    |
| 7月6日   | くノ一ツバキの胸の内 あかね組音楽集                                                                       | あかね組ねうしとらうたつみうまひつじさるとりいぬい | 「あかね組活動日誌 〜ねうしとらうたつみうまひつじさるとりいぬい大集合！〜」                                   | テレビアニメ『くノ一ツバキの胸の内』エンディングテーマ                    |
| 11月23日 | わたしたちのクエスト                                                                                      | ミレニアムサイエンススクール ゲーム開発部 | 「わたしたちのクエスト」                                                                                      | Webアニメ『ブルーアーカイブ beautiful day dreamer』エンディングテーマ     |
| 2023年   | | | |                                                                           |
| 1月11日  | THE IDOLM@STER CINDERELLA GIRLS STARLIGHT MASTER R/LOCK ON! 12 No One Knows                               | 鷹富士茄子（森下来奈）、道明寺歌鈴（新田ひより）、依田芳乃（高田憂希） | 「ニッポン笑顔百景」                                                                                          | ゲーム『アイドルマスター シンデレラガールズ スターライトステージ』関連曲  |
| 6月14日  | THE IDOLM@STER CINDERELLA GIRLS STARLIGHT MASTER R/LOCK ON! 17 廻談詣り                                   | 依田芳乃（高田憂希）、白坂小梅（桜咲千依） | 「廻談詣り（M@STER VERSION）」                                                                                | ゲーム『アイドルマスター シンデレラガールズ スターライトステージ』関連曲  |
| 6月14日  | THE IDOLM@STER CINDERELLA GIRLS STARLIGHT MASTER R/LOCK ON! 17 廻談詣り                                   | 依田芳乃（高田憂希） | 「廻談詣り（M@STER VERSION）」                                                                                | ゲーム『アイドルマスター シンデレラガールズ スターライトステージ』関連曲  |
| 9月13日  | THE IDOLM@STER CINDERELLA GIRLS STARLIGHT MASTER PLATINUM NUMBER 08 ミライコンパス                        | 望月聖（原涼子）、佐久間まゆ（牧野由依）、緒方智絵里（大空直美）、依田芳乃（高田憂希）、高森藍子（金子有希） | 「ミライコンパス（M@STER VERSION）」                                                                          | ゲーム『アイドルマスター シンデレラガールズ スターライトステージ』関連曲  |
| 9月13日  | THE IDOLM@STER CINDERELLA GIRLS STARLIGHT MASTER PLATINUM NUMBER 08 ミライコンパス                        | 依田芳乃（高田憂希） | 「ミライコンパス（M@STER VERSION）」                                                                          | ゲーム『アイドルマスター シンデレラガールズ スターライトステージ』関連曲  |
| 2024年   | | | |                                                                           |
| 2月28日  | THE IDOLM@STER CINDERELLA MASTER パジャマジャマ ＆ この恋の解を答えなさい                                 | THE IDOLM@STER CINDERELLA GIRLS Stage for Cinderella groupC BEST5! | 「パジャマジャマ」                                                                                            | ゲーム『アイドルマスター シンデレラガールズ スターライトステージ』関連曲  |

### その他参加楽曲
| 発売日        | 商品名                            | 歌                                                                                               | 楽曲                                                                 | 備考 |
| ------------- | --------------------------------- | ------------------------------------------------------------------------------------------------ | -------------------------------------------------------------------- | ---- |
| 2016年8月15日 | MAUSU THEATER Vol.001             | 五十嵐裕美、古木のぞみ、高田憂希                                                                 | 「ようこそ！マウスどうぶつえん」                                     |      |
| 2017年6月30日 | MAUSU THEATER Vol.011             | 高田憂希                                                                                         | 「一年ぶりの僕とあなたの夏」                                         |      |
| 2017年11月8日 | SEASIDE LIVE FES 2017 〜RAINBOW〜 | 松田颯水、高田憂希                                                                               | 「Starting over」 「虹色クレヨン」 「会いたいよ」 「お祭りだ踊れ！」 |      |
| 2017年11月8日 | SEASIDE LIVE FES 2017 〜RAINBOW〜 | 洲崎綾、西明日香、巽悠衣子、大橋彩香、田丸篤志、内田雄馬、照井春佳、諏訪彩花、松田颯水、高田憂希 | 「Sweet December」                                                   |      |
| 2018年5月     | MAUSU THEATER Vol.022             | 高田憂希                                                                                         | 「Mirrors」                                                          |      |

## ライブ・イベント

### 合同ライブ
| 出演日               | タイトル                                                                                          | 会場                                                    |
| -------------------- | ------------------------------------------------------------------------------------------------- | ------------------------------------------------------- |
| 2015年5月31日        | t7s 1st Anniversary Live 15'→34' H-A-J-I-M-A-L-I-V-E-!! in Zepp Tokyo                             | Zepp Tokyo（東京都）                                    |
| 2016年8月21日        | t7s 2nd Anniversary Live 16'→30'→34' -INTO THE 2ND GEAR- in PACIFICO Yokohama                     | パシフィコ横浜国立大ホール（神奈川県）                  |
| 2016年11月19日       | THE IDOLM@STER CINDERELLA GIRLS 5th Anniversary Party                                             | 森のホール21（千葉県）                                  |
| 2017年1月15日        | t7s Live -INTO THE 2ND GEAR2.5- in Namba-Hatch                                                    | なんばHatch（大阪府）                                   |
| 2017年4月22日・23日  | t7s 3rd Anniversary Live 17'→XX' -CHAIN THE BLOSSOM- in Makuhari Messe                            | 幕張イベントホール（千葉県）                            |
| 2017年7月29日・30日  | THE IDOLM@STER CINDERELLA GIRLS 5thLIVE TOUR Serendipity Parade!!! 福岡公演                       | 西日本総合展示場 新館（福岡県）                         |
| 2017年8月12日        | THE IDOLM@STER CINDERELLA GIRLS 5thLIVE TOUR Serendipity Parade!!! さいたまスーパーアリーナ公演   | さいたまスーパーアリーナ（埼玉県）                      |
| 2017年8月20日        | 温泉むすめ SPRiNGS 1st LIVE “NOW ON☆SENSATION!!”                                                  | 有楽町朝日ホール（東京都）                              |
| 2017年12月24日       | 温泉むすめ SPRiNGS 2nd LIVE “NOW ON☆SENSATION!! Vol.2” 〜聖夜にワッチョイナ！！〜                 | なかのZERO 大ホール（東京都）                           |
| 2018年5月19日        | 温泉むすめ 3rd LIVE                                                                               | かつしかシンフォニーヒルズ モーツァルトホール（東京都） |
| 2018年10月20日・21日 | Tokyo 7th シスターズ 4th Anniversary Live -FES!! AND YOUR LIGHT- in Makuhari Messe                | 幕張イベントホール（千葉県）                            |
| 2018年12月1日・2日   | THE IDOLM@STER CINDERELLA GIRLS 6thLIVE MERRY-GO-ROUNDOME!!!                                      | ナゴヤドーム（愛知県）                                  |
| 2018年12月22日       | 温泉むすめ 4th LIVE “NOW ON☆SENSATION!!” 〜聖夜にワッチョイナ！！ Vol.2〜                         | カルッツ川崎 大ホール（神奈川県）                       |
| 2019年6月16日        | アイドルマスター シンデレラガールズ プロデューサーさん感謝祭 in 新木場スタジオコースト            | STUDIO COAST（東京都）                                  |
| 2019年7月13日・14日  | Tokyo 7th シスターズ 5th Anniversary Live -SEASON OF LOVE- in Makuhari Messe                      | 幕張メッセ国際展示場 9-11番ホール（千葉県）             |
| 2019年11月9日・10日  | THE IDOLM@STER CINDERELLA GIRLS 7thLIVE TOUR Special 3chord♪ Funky Dancing!                       | ナゴヤドーム（愛知県）                                  |
| 2021年1月9日         | THE IDOLM@STER CINDERELLA GIRLS Broadcast & LIVE Happy New Yell!!!                                | 幕張メッセ国際展示場 1-3番ホール（千葉県）              |
| 2021年7月3日・4日    | Tokyo 7th シスターズ Live - NANASUTA L-I-V-E!! - in PIA ARENA MM                                  | ぴあアリーナMM（神奈川県）                              |
| 2021年10月2日・3日   | THE IDOLM@STER CINDERELLA GIRLS 10th ANNIVERSARY M@GICAL WONDERLAND TOUR!!! MerryMaerchen Land    | 西日本総合展示場 新館（福岡県）                         |
| 2022年2月26日        | Tokyo 7th シスターズ Live Tokyo-7th FESTIVAL in Ryogoku Kokugikan                                 | 両国国技館（東京都）                                    |
| 2022年4月3日         | THE IDOLM@STER CINDERELLA GIRLS 10th ANNIVERSARY M@GICAL WONDERLAND!!!                            | ベルーナドーム（埼玉県）                                |
| 2022年9月3日         | THE IDOLM@STER CINDERELLA GIRLS LIKE4LIVE #cg_ootd                                                | 日本ガイシホール（愛知県）                              |
| 2023年6月10日・11日  | THE IDOLM@STER CINDERELLA GIRLS 燿城夜祭 -かがやきよまつり-                                       | 大阪城ホール（大阪府）                                  |
| 2023年9月9日・10日   | THE IDOLM@STER CINDERELLA GIRLS Shout out Live!!!                                                 | 愛知県国際展示場 ホールA（愛知県）                      |
| 2025年6月28日・29日  | THE IDOLM@STER CINDERELLA GIRLS STARLIGHT STAGE 10th ANNIVERSARY TOUR Let’s AMUSEMENT!!! 福岡公演 | マリンメッセ福岡                                        |